# سالساخا
سالساخا (به اسپانیایی: Salcajá) یک منطقهٔ مسکونی در گواتمالا است که در استان کتسالتنانگو واقع شده‌است. سالساخا ۱۲ کیلومتر مربع مساحت و ۱۴٬۸۲۹ نفر جمعیت دارد و ۲٬۳۲۲ متر بالاتر از سطح دریا واقع شده‌است.